# Pseudomelampus exiguus
Pseudomelampus exiguus is een slakkensoort uit de familie van de Ellobiidae. De wetenschappelijke naam van de soort is voor het eerst geldig gepubliceerd in 1832 door Lowe.
Ellobium: †pyramidale · 
Auriculinella:
bidentata · 
Myosotella:
denticulata · 
myosotis · 
Ovatella:
firminii · 
Pseudomelampus :
exiguus